# Irene Usabiaga
Pour les articles homonymes, voir Usabiaga.
Irene Usabiaga Balerdi, née le 22 septembre 1993 à Ordizia, est une coureuse cycliste espagnole.

## Biographie
Irene Usabiaga est la sœur d'Ana, coureuse cycliste professionnelle.

## Palmarès sur route
- 2010
  -  Championne d'Espagne de cyclisme sur route juniors
- 2011
  - 7e du championnat d'Europe de contre-la-montre juniors

## Palmarès sur piste

### Championnats du monde
- Londres 2016
  - 17e de la course aux points
- Hong Pruszkow 2019
  - 11e du scratch
  - 18e de la course aux points

### Championnats d'Europe
- 2011
  -  Championne d'Europe de scratch juniors
- 2015
  -  Médaillée de bronze aux championnats d'Europe de course à l'élimination
  - 5e de l'omnium espoirs
  - 8e du scratch
  - 9e de la course aux points espoirs

### Championnats nationaux
- Championne d'Espagne de la poursuite (2013, 2014)
- Championne d'Espagne de la course aux points (2012, 2014, 2015 et 2019)
- Championne d'Espagne de l'omnium (2018)
- Championne d'Espagne du scratch (2019)
- Championne d'Espagne de la poursuite par équipes (2012, 2014, 2015, 2016, 2017 et 2019)

### Autres
- 2015
  - Trofeu CAR Anadia (omnium)
  - Three Days Aigle (scratch)